# アモキシシリン・クラブラン酸
アモキシシリン・クラブラン酸（英: Amoxicillin/clavulanic acid）は、コアモキシクラブ（英: co-amoxiclav）としても知られている、細菌感染の治療に効果的な抗生物質である。

## 概要
β-ラクタム系抗生物質であるアモキシシリンとΒ-ラクタマーゼ阻害剤であるクラブラン酸カリウムを含む配合薬である。具体的には、中耳炎、レンサ球菌咽頭炎、肺炎、蜂巣炎、尿路感染症、動物咬傷の治療に用いられる。投与法は経口または静脈注射である。
一般的な副作用には、下痢、嘔吐、アレルギー反応などがあげられる。また、カンジダ症、頭痛、血液凝固障害などのリスクを高める場合がある。ペニシリンアレルギーの既往歴がある人への投与は推奨されない。妊娠中の人への投与は比較的安全とされる。
アモキシシリン・クラブラン酸が米国で医薬品として承認されたのは1984年である。世界保健機関の必須医薬品リストに収載されている。後発医薬品として入手できる。開発途上国での卸売価格は１日分で約0.18～1.14米ドルである。米国で一連の治療にかかる費用は、50～100米ドルである。2017年の米国では、116番目に最も一般的に処方された医薬品であり、その処方件数は600万件を超える。